# Catharosia claripennis
Catharosia claripennis là một loài ruồi trong họ Tachinidae.